# Pointe-Claire
Pointe-Claire é uma cidade localizada na província de Quebec no Canadá.